# Брижит Јанг
Брижит Јанг (26. мај 1946) је емеритус међународне политичке економије на институту за политичке науке, Универзитет у Минстеру, Немачка. Њена истраживачка подручја укључују економску глобализацију, глобално управљање, феминистичку економију, међународну трговину, управљање глобалним финансијским тржиштем и монетарну политику. Радила је на финансијским регулаторним оквирима између Европске уније и Сједињених Америчких Држава, европским економским и монетарним интеграцијама и економским теоријама. Аутор је многих чланака у часописима и књигама на енглеском и немачком језику о светској финансијској кризи 2008—2009, америчкој кризи хипотеке, европској дужничкој кризи и улози Немачке и Француске у њеном решавању.

## Биографија
Рођена је 26. маја 1946. Студирала је од 1978. до 1982. на Универзитету Калифорније и од 1984. до 1990. на Универзитету Медисон. Након доктората међународне политичке економије постала је професор на Универзитету Веслејн (1991—1997). Године 1994. и 1995. била је истраживач у German and European Studies, на Универзитету Џорџтаун. Од 1997. до 1999. предавала је на институту Ото Зур, Слободном универзитету у Берлину. Тамо је стекла хабилитацију код Елмара Алтватера темом Globalisation and the gender regime. Године 1999. постала је професор међународне политичке економије на институту за политичке науке Универзитета у Минстеру. Од 2011. године је емеритус међународне политичке економије на институту за политичке науке, Универзитета у Минстеру, Немачка.
Гостовала је као професор политикологије у Паризу (2008—2009), Лилу (јесен 2010), на Универзитету у Варвику, у Великој Британији (2011) и на Централноевропском универзитету (пролеће 2012).
Интензивно је радила као званични стручњак и научни саветник државних институција и одбора, попут немачког парламента и Европске комисије. Године 2000. именована је за експерта, на две године, за комисију немачког парламента Globalization and the World Economy - Challenges and Answers. Поред тога, била је члан мреже Европске уније Global Governance, Regionalisation, and Regulation: The Role of the EU са 47 европских универзитета и истраживачких центара, као и чланица управног одбора ( 2005—2010). Године 2007. је била члан комисије The Multilateral Trade Regime (2007) која је имала мандат да изнесе препоруке за Светску трговинску организацију. У новембру 2011. министар за европске послове Северне Рајне-Вестфалије и Универзитета у Диселдорфу номиновали су је за саветника државне владе о регионалном утицају европске дужничке кризе. Радила је на могућим препорукама како би се избегао економски пад. Поред тога, радила је за Европску комисију на неколико пројеката као независни експерт и консултант за питања у вези са иновативним истраживањима о светској финансијској кризи 2007. Од 2010. до 2014. била је и немачки делегат EU-COST пројекта на тему Systemic Risks, Financial Crises and Credit. Радила је и као научни саветник мултидисциплинарне истраживачке групе FESSUD.
Радила је у уредништву часописа Journal of Economic Policy Reform, Internationalist Feminist Journal of Politics, Global Governance, A Review of Multilateralism and International Organizations и у одбору за рецензију серије књига Global Political Economies of Gender and Sexuality. Она је члан научног одбора Attac.

## Публикација
Књиге
- 2014, Financial Cultures and Crisis Dynamics, (edited with Bob Jessop und Christoph Scherrer), London/New York: Routledge,  978-1138776043.
- 2014,  Financial Crisis: Causes, Policy responses, future Challenges. Outcomes of EU-funded research, European Commission, DG Research and Innovation.  978-92-79-36337-5.
- 2011, Questioning Financial Governance from a Feminist Perspective, (edited with Isabella Bakker and Diane Elson), London/New York: Routledge,  978-0415676700.
- 2010, Gender Knowledge and Knowledge Networks in International Political Economy (with Christoph Scherrer), Baden-Baden: Nomos,  978-3-8329-5238-9.
- 2007, The Political Economy of Trade in Services (GATS). Gender in EU and China. Baden-Baden: Nomos (In German: Die Politische Ökonomie des Dienstleistungsabkommens (GATS). Gender in EU und China),  978-3832926007.
- 2002, Global Governance. Gewerkschaften und NGOs – Akteure für Gerechtigkeit und Solidarität (Global Governance. Labor Unions and NGOs – Actors for Justice and Solidarity) (with Christopher Flavin, Christoph Scherrer and Klaus Zwickel), Hamburg: VSA,  978-3879758463.
- 2001, Gender, Globalization and Democratization (edited with Rita Mae Kelly, Jane H. Bayes and Mary Hawkesworth), Lanham/MD: Rowman and Littlefield Publ.
- 1999, Triumph of the Fatherland: German Unification and the Marginalization of Women, Ann Arbor/MI: The University of Michigan Press,  978-0472109487.
- 1983, Prospects for Soviet Grain Production, Boulder/CO: Westview Press,  978-0865319875.

Чланци у књигама и часописима

- 2014: TTIP: The invisible Genderproblematique, Heinrich Böll Foundation, Berlin August 2014.
- 2014: Financial Stability as Imaginaries across Phases of Capitalism, Bob Jessop, Brigitte Young, Christoph Scherrer (eds), Financial Cultures and Crisis Dynamics, London/New York: Routledge, 145-161.
- 2014: The Power of German Ordoliberalism in the Eurozone Crisis Management, Daniel Daianu, Giorgio Basevi, Carlo D’Adda and Rajeesh Kumar (eds.), Eurozone Crisis and the Future of Europe, Houndmills: Palgrave Macmillan, 126-137.
- 2014: German Ordoliberalism as Agenda Setter for the Euro Crisis: Myth Trumps Reality, in: Journal of Comparative European Studies, Vol. 22:3: 276-287.
- 2013: Global Financial Regulation and Consumer Protection (with Dorothea Schäfer), in: Quarterly Journal of Economic Research, German Institute for Economics (DIW), eds. D. Schäfer, W. Semmler, B. Young,  Sustainable European Politics of Consolidation- Chances and Challenges, 82:4:2013: 45-56.
- 2013: Introduction: From the Dominance of the Financial Sector to a Sustainable European Politics of Consolidation (authors: D. Schäfer, W. Semmler, B. Young), in: Quarterly Journal of Economic Research, German Institute for Economics (DIW), ed. D. Schäfer, W. Semmler, B. Young, Sustainable European Politics of Consolidation- Chances and Challenges,  82:4:2013: 5-13.
- 2013: Reflections on Werner Bonefeld’s ‘Freedom and the Strong State: On German Ordoliberalism’ and the Continuing Importance of the Ideas of Ordoliberalism to Understand Germany’s (Contested) Role in Resolving the Euro Zone Crisis, (Volker Berghahn/Brigitte Young) In: New Political Economy, Vol. 18:5: 768-778.
- 2013: Financialization, Neoliberalism and the German Ordoliberalism in the EU-Crisis Management, in: Marcel Heires/Andreas Nölke, Politische Ökonomie der Finanzialisierung (The Political Economy of Financialization), Wiesbaden: Springer VS, 63-77.
- 2013: Ordoliberalism - Neoliberalism - Laissez-Faire-Liberalism, in: Joscha Wullweber, Antonia Graf, Maria Behrens (eds.), Theorien der Internationalen Politischen Ökonomie (Theories of International Political Economy). Wiesbaden: SpringerVS, 33-48.
- 2013: Young, Brigitte (2013). „Zwischen Erwartung und Realität – eine kritische Bilanz der G20 Finanzmarkt- und Wirtschaftsreformen”. Zeitschrift für Außen- und Sicherheitspolitik. 6: 161—178. S2CID 255572604. doi:10.1007/s12399-013-0374-8..
- 2013: The Exclusion of Feminist Positions in the Euro Crisis-Regulation and its Impacts: A Feminist-Economic Explanation, in: M. Jansen, A. Röming, M. Rohde (eds.), Men Women Future. A Genderguide. A Special Edition for the Central Office for Political Education. München: Olzog Verlag, p. 189-208.
- 2013: Gender, debt, and the housing/financial crisis, Figart, Deborah M. and Tonia L. Warnecke, (eds.) Handbook of Research on Gender and Economic Life, Cheltenham, UK: Edward Elgar, 378-390.
- 2013: Structural Power and the Gender-Biases of the Technocratic Network Governance in Finance, in: Gülay Caglar, Elisabeth Prügl, Susanne Zwingel (eds.), Feminist Strategies in International Governance, New York/London: Routledge, pp. 267–282.
- 2013: Macroeconomic Links between Finance – Trade – Gender, in: Gabriele Wilde/Stefanie Friederich (eds.) Disciplinary Focus, Gender and Gender Relations in Scientific Analysis, Münster: Westfälisches Dampfboot, 90-106 (in German).
- 2012: Global Financial Markets: Fairness and Justice, in: Klaus Kraemer, Sebastian Nessel (ed.). Entfesselte Finanzmärkte. Soziologische Analysen des Modernen Kapitalismus. Frankfurt: Campus, 387-402 (in German).
- 2012: Two Separate Worlds? Financial Economics and Gender Studies, in: Ingrid Kurz-Scherf/ Alexandra Scheele (in German: Zwei getrennte Welten? Finanzökonomie und Geschlechterforschung), Power or Economic Law? The Relationship between Crisis and Gender, Münster: Westfälisches Dampfboot,36-51.
- 2011: The European Sovereign Debt Crisis. Is Germany to Blame? In: German Politics and Society, Issue 98, Vol. 29:1 (Spring 2011), 1-24 (with Willi Semmler).
- 2011: The Role of Gender in Governance of the Financial Sector (with Helene Schuberth), in Brigitte Young, Isabella Bakker, and Diane Elson (eds): Questioning Financial Governance From a Feminist Perspective, London/New York: Routledge IAFFE Advances in Feminist Economics 2011: 132-154.
- 2011: "Neoliberalism." International Encyclopedia of Political Science. Ed. Bertrand Badie, Dirk Berg-Schlosser, and Leonardo Morlino. Thousand Oaks, CA: SAGE, 2011. 1677-80.
- 2011: Privatized Keynesianism, the financialization of daily-life and the debt trap (Der privatisierte Keynesianismus, die Finanzialisierung des alltäglichen Lebens und die Schuldenfalle, in: Oliver Kessler (Hrsg) Die Politische Ökonomie der Weltfinanzkrise, (The Political Economy of the World Financial Crisis) Wiesbaden: VS-Verlag. 2011: 15-36.
- 2010: Introduction: Gender Knowledge and Knowledge Networks in International Political Econony in: Brigitte Young/Christoph Scherrer (eds.)., Gender Knowledge and Knowledge Networks in International Economy, Baden-Baden: Nomos (mit Christoph Scherrer), pp. 9–17.
- 2010: From Microcredit to Microfinance to Inclusive Finance: A Response to Global Financial Openness, in: Geoffrey R.D. Underhill, Jasper Blom, Daniel Muegge (eds.), Global Financial Integration Thirty Years On, Cambridge: Cambridge University Press, 256-269.
- 2010: Lost in Temptation of Risk: Financial Market Liberalization, Financial Melt-Down and Policy Reactions (with Willi Semmler) 2010 in: Comparative European Politics, Vol. 8:3: 327-353.
- 2010: The Global Financial Meltdown and the Impact of Financial Governance on Gender (with Helene Schuberth), 2010: GARNET Policy Brief, Paris: Science Politique, 1-12

Чланци у популарној штампи

- Es gibt keinen Widerspruch zwischen dem Markt und einem sozialen Europa, Gegen Blende, 18. September 2012.
- The truth about the eurozone crisis, Public Service Europe, 20 September 2011
- What does Shareholder-Value Mean? In: Die Tageszeitung, March 8, 2004, pg. 16.
- Perspectives for Women after Cancun. In: Zweiwochendienst. Frauen and Politik. No. 201/2003: 14-15.
- Globalization – What To Do About It? (Globalisierung – Was Tun?, in: AEP Information, Feministische Zeitschrift für Politik und Gesellschaft, 4/2002: 7 – 9.
- Women as Economic Factor. Growth is female! In: Wirtschaftsspiegel,  September 1, 2002: 12-14.
- Economic Potential Women. Growth is female. In: Wirtschaftsreport Siegen,  12/2002: 2-6.